# Five World Trade Center
Het Five World Trade Center, anno 2025 bekend als 130 Liberty Street (II), was tussen 1970 en 2001 een bouwwerk en is tegelijk een voorgestelde wolkenkrabber in New York. Het gebouw maakt deel uit van het nieuw te bouwen World Trade Center, ter vervanging van de gebouwen die als gevolg van de aanslagen op 11 september 2001 zijn vernietigd of gesloopt. 
Het gebouw staat niet gepland om opgeleverd te worden op de locatie van een vernietigd gebouw, maar zou komen te staan aan Liberty Street op de plaats van het tijdens de aanslagen in 2001 beschadigde Deutsche Bank Building.

## Oude gebouw (1970-2001)
Het oorspronkelijke Five World Trade Center door architect Minoru Yamasaki had negen verdiepingen en werd gebouwd als onderdeel van het originele World Trade Center op adres Church Street aan de westkant van Lower Manhattan, en dus de oostelijke oever van de rivier Hudson. Het Five World Trade Center werd gebouwd naar hetzelfde sobere ontwerp van het Four World Trade Center en Six World Trade Center. 
Het Five World Trade Center was een van drie karakteristieke zwarte gebouwen aan de voet van de Twin Towers, de North Tower en de South Tower. Tussenin deze gebouwen lag het Austin J. Tobin Plaza. Eronder was het winkelcentrum The Mall at the World Trade Center alsmede het metrostation World Trade Center gesitueerd. 
Het Five World Trade Center was ten oosten van Six World Trade Center gesitueerd. Het gebouw grensde met Six World Trade Center aan Vesey Street aan de noordoostelijke kant van het plein. Om die reden, met name de ligging, was het Five World Trade Center het minst beschadigde gebouw van alle zeven WTC-gebouwen. Het gebouw was namelijk het verst gelegen van de Twin Towers, maar liep extensieve schade op aan zijn zuidelijke façade.